# نیل گریسون
نیل گریسون (انگلیسی: Neil Grayson؛ زادهٔ ۱ نوامبر ۱۹۶۴) بازیکن فوتبال اهل بریتانیا است.
از باشگاه‌هایی که در آن بازی کرده‌است می‌توان به باشگاه فوتبال یورک سیتی، باشگاه فوتبال دونکستر راورز، باشگاه فوتبال چلتنهام تاون، باشگاه فوتبال گیتزهد، باشگاه فوتبال چسترفیلد، باشگاه فوتبال هینور تاون، باشگاه فوتبال بوستون یونایتد، باشگاه فوتبال استافورد رانجرز، باشگاه فوتبال فارست گرین راورز، باشگاه فوتبال نورث‌همپتون تاون، و باشگاه فوتبال هرفورد یونایتد اشاره کرد.
وی همچنین در تیم ملی فوتبال England National Game XI بازی کرده‌است.